# 埼玉県道207号大野原停車場線

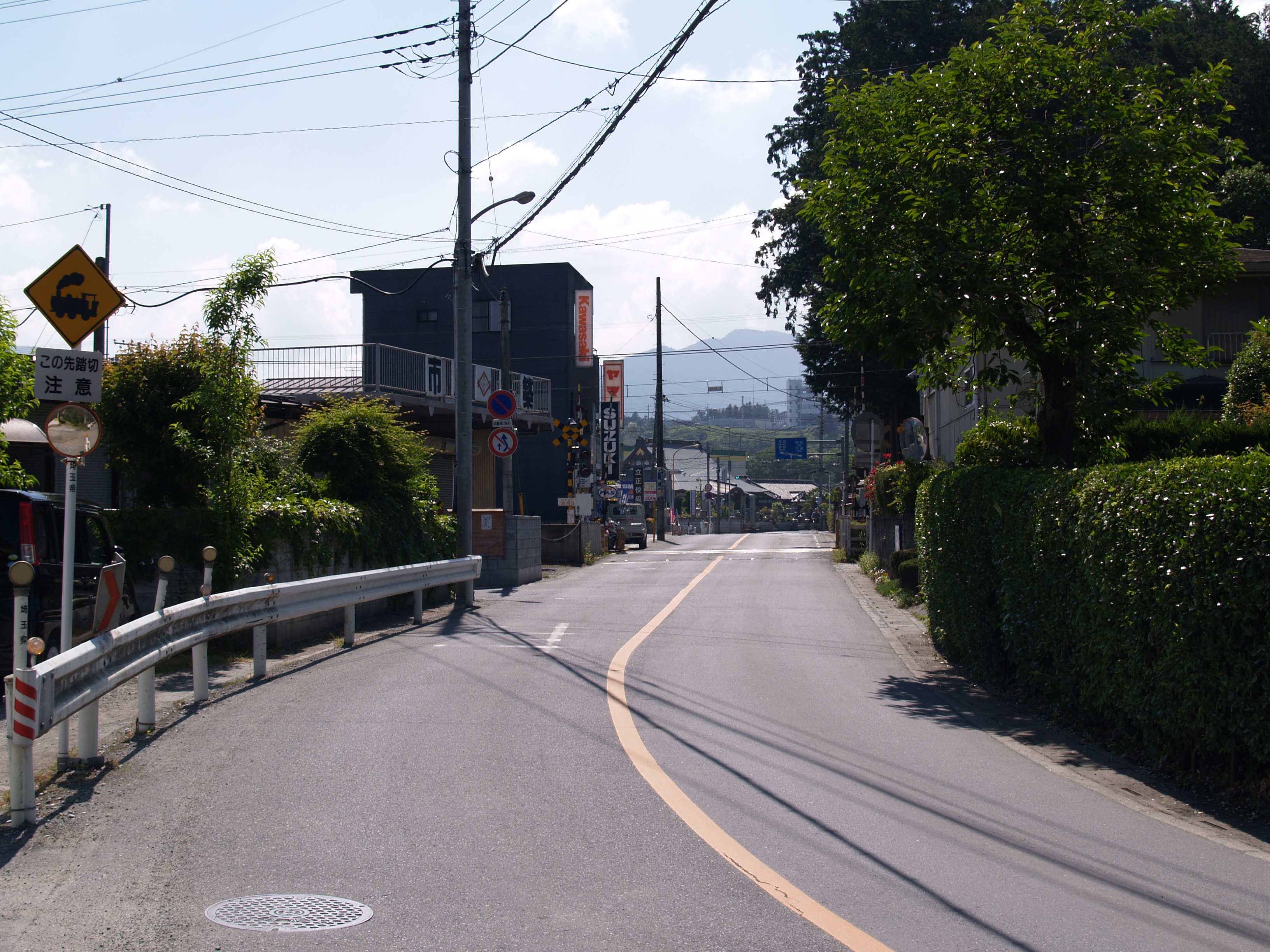
埼玉県道207号大野原停車場線（秩父鉄道の踏切付近、2010年6月）

埼玉県道207号大野原停車場線（さいたまけんどう207ごう おおのはらていしゃじょうせん）は、埼玉県秩父市内に設定されている県道である。

## 路線概要
- 起点：大野原停車場
- 終点：国道140号交点
- 総距離：410m

## 通過する自治体
- 埼玉県
  - 秩父市

## 接続・交差する主な道路
- 国道140号

## 沿線
- 秩父鉄道秩父本線大野原駅
- 宮崎公会堂
- 天理教会
- 立正佼成会
- 愛宕神社